# 各務章
各務 章（かがみ あきら、1925年6月1日 - 2012年2月7日）は、日本の詩人。教育者。

## 経歴
福岡市に生まれる。1943年福岡県中学修猷館を卒業。1944年召集されて満洲へ出征するが、翌年肺結核のため帰国。1945年旧制福岡高等学校を経て、1948年九州大学法文学部法科を卒業。
胸部外科手術を受けた後、1952年福岡県立鞍手高等学校教諭となり、福岡県立教育研究所（福岡県教育センターの前身）研究員、福岡県立修猷館高等学校教頭、福岡県立福岡高等学校教頭、福岡県教育庁主任指導主事、福岡県立筑紫中央高等学校校長、福岡県立筑紫丘高等学校校長、九州女子高等学校（現・福岡大学附属若葉高等学校）校長を歴任。
学生時代の1944年に、湯川達典、田中小実昌らと回覧誌『止里加比（とりかひ）』を出版。第二期『九州文学』同人、『母音』同人、『詩科』同人として詩作を続ける。1962年詩誌『福岡詩人』を創刊し、1966年第17号の終刊まで主宰。すぐに『福岡詩人』を『異神』と改題して創刊し、長く主宰を務めた。福岡県詩人会代表幹事、日本現代詩人会会長を歴任。
1994年九州文学賞（詩部門）、1995年福岡市文化賞を受賞。福岡市文学賞運営委員長、福岡文化連盟理事も務める。2002年の福岡市文学館設立に際しても尽力している。
教育者としての活動も広く、福岡いのちを守る会会長や、新聞・ラジオの人生相談なども引き受けて教育論を展開した。

## 著書
- 地上 詩集 現代社、1957.5
- 六月の風に 詩科の会、1958.
- 水晶の季節 詩集 福岡詩人協会、1964.
- 愛の地平 詩集 思潮社、1970.10.
- 樹間黙思抄 異神の会、1976.11.
- 四季風信帖 詩集 異神の会、1986.1.
- お母さんの宝石箱（カガミアキラ：文・詩 平井美帆：絵）生命尊重ビデオ編纂委員会、1992.6.
- 秋桜物語（荒木幸史：絵）昭和堂印刷、1998.
- 心に感動いのちに輝きを 教育者・詩人として 大栄総合教育システム出版部、2002.10.
- 遠い声 近い声 詩集 木星舎、2002.12.
- 風の夢 西日本新聞社、2006.4.
- 花影石心 書肆侃侃房、2008.8.
- 片方の手袋 詩集 書肆侃侃房、2010.6.